# Now (Def Leppard)
Now è un singolo del gruppo musicale britannico Def Leppard, il primo estratto dal loro album X del 2002. Raggiunse la posizione numero 23 della Official Singles Chart nel Regno Unito e la numero 26 della Mainstream Rock Songs negli Stati Uniti.

## Video musicale
Il videoclip del brano è stato diretto dai fratelli Malloys ed è focalizzata sulla t-shirt a tema Union Jack indossata dal gruppo nei primi anni di carriera (come Joe Elliott nel video di Photograph) e ne viene raccontata la storia attraverso diversi proprietari nel corso di quasi due decenni. Si inizia nel 1983, quando una ragazza acquista la maglia da un negozio di musica. Un giorno, mentre sta dormendo, suo fratello minore la ruba e si intrufola con un suo amico nel cortile di un vicino di casa per utilizzarne la piscina provata. I due fuggono via appena vengono avvistati dalla padrona di casa, tuttavia dimenticandosi la t-shirt.
Nel 1985, un uomo acquista la maglia durante una svendita. In un parcheggio prima di un concerto dei Def Leppard, viene sedotto da una ragazza che gli strappa via l'indumento. Questa se la fa autografare dal bassista Rick Savage quando arriva il bus della band. Poco dopo il concerto, la ragazza incontra un roadie e fa l'amore con lui in autobus, dove lascia la t-shirt.
Nel 1987, il roadie entra in una lavanderia a gettoni per lavare la maglia insieme ad altra biancheria intima. Mentre si addormenta in attesa del suo bucato, una donna gli ruba la t-shirt e la nasconde nel carrello con la propria biancheria.
Il video si conclude nel 2002, dove una donna (presumibilmente una versione cresciuta dell'adolescente dalla scena del 1983), acquista la maglia da un'asta online e successivamente la riceve per posta.

## Tracce

### CD: Bludgeon Riffola - Mercury / 0639822 / Part 1
1. Now
2. Love Don't Lie (Demo)
3. Rebel Rebel (cover di David Bowie)
4. Rock Brigade

### CD: Bludgeon Riffola - Mercury / 0639812 / Part 2
1. Now
2. Let Me Be the One (Demo)
3. Stay with Me (cover dei Faces)
4. Me and My Wine (Remix)

### CD: Bludgeon Riffola - Mercury / 0639682 (UK) / Part 2
1. Now
2. Stay with Me
3. Rebel Rebel